# Thorey-Lyautey
Pour les articles homonymes, voir Thorey (homonymie).
Thorey-Lyautey est une commune française située dans le département de Meurthe-et-Moselle en région Grand Est.

## Géographie
|              | Lalœuf           | Ognéville Étreval |
| Battigny     | Thorey-Lyautey   | Chaouilley        |
| Vandeléville | Dommarie-Eulmont | Vaudémont         |

### Hydrographie
La commune est dans le bassin versant du Rhin au sein du bassin Rhin-Meuse. Elle est drainée par le Brenon, le ruisseau de Velle et le ruisseau du Moulin,.
Le Brénon, d'une longueur de 26 km, prend sa source dans la commune de Grimonviller et se jette  dans le Madon à Pulligny, après avoir traversé douze communes. 

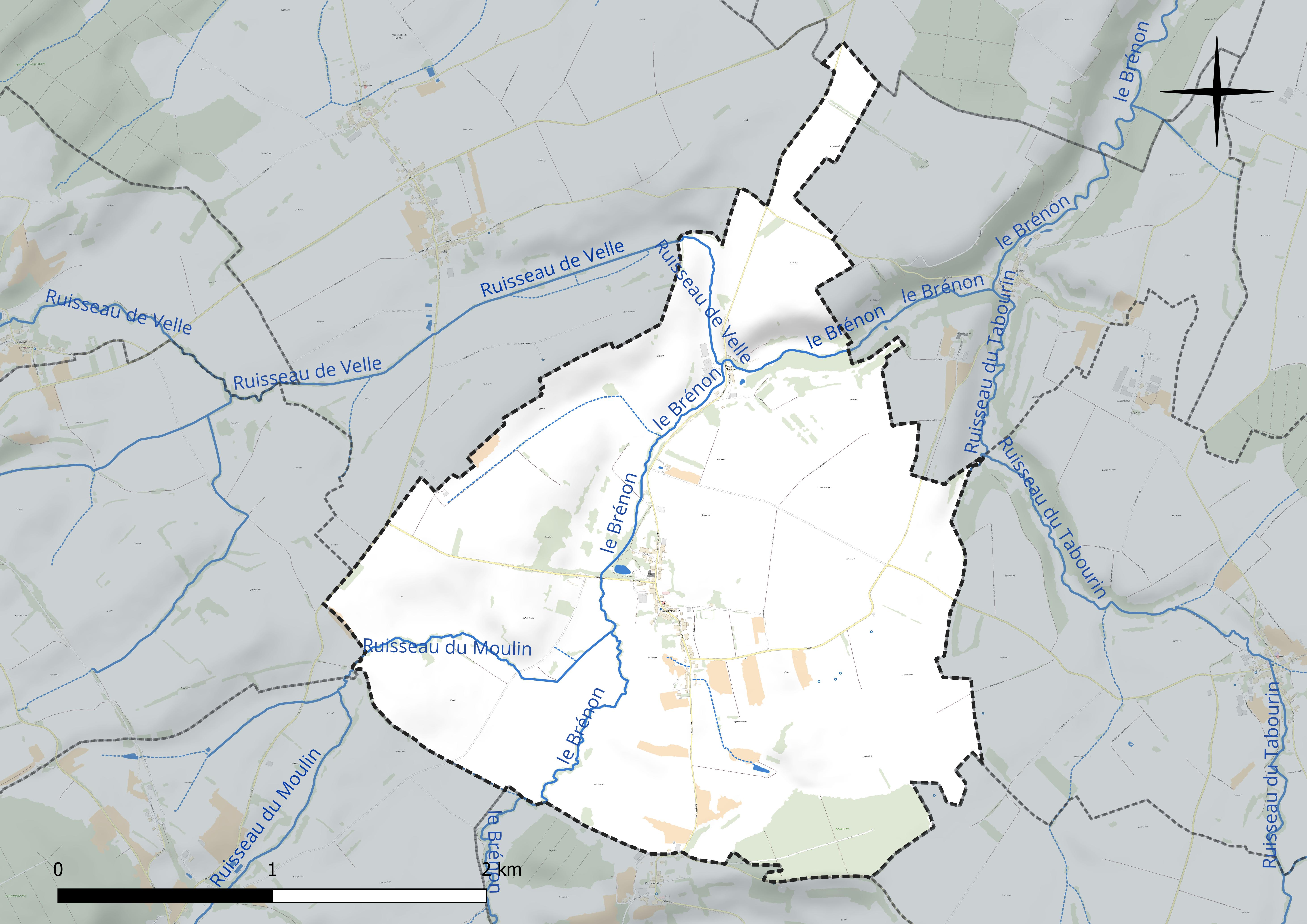
Réseau hydrographique de Thorey-Lyautey.

### Climat
Pour des articles plus généraux, voir Climat du Grand Est et Climat de Meurthe-et-Moselle.
En 2010, le climat de la commune est de type climat des marges montargnardes, selon une étude du Centre national de la recherche scientifique s'appuyant sur une série de données couvrant la période 1971-2000. En 2020, Météo-France publie une typologie des climats de la France métropolitaine dans laquelle la commune est dans une zone de transition entre le climat océanique altéré et le climat océanique altéré et est dans la région climatique  Lorraine, plateau de Langres, Morvan, caractérisée par un hiver rude (1,5 °C), des vents modérés et des brouillards fréquents en automne et hiver. 
Pour la période 1971-2000, la température annuelle moyenne est de 9,6 °C, avec une amplitude thermique annuelle de 17,1 °C. Le cumul annuel moyen de précipitations est de 913 mm, avec 12,1 jours de précipitations en janvier et 9,6 jours en juillet. Pour la période 1991-2020, la température moyenne annuelle observée sur la station météorologique de Météo-France la plus proche, « Nancy-Ochey », sur la commune d'Ochey à 17 km à vol d'oiseau, est de 10,5 °C et le cumul annuel moyen de précipitations est de 810,4 mm. 
La température maximale relevée sur cette station est de 39,6 °C, atteinte le 25 juillet 2019 ; la température minimale est de −19,1 °C, atteinte le 12 janvier 1987,,. 
Les paramètres climatiques de la commune ont été estimés pour le milieu du siècle (2041-2070) selon différents scénarios d'émission de gaz à effet de serre à partir des nouvelles projections climatiques de référence DRIAS-2020. Ils sont consultables sur un site dédié publié par Météo-France en novembre 2022.

## Urbanisme

### Typologie
Au 1er janvier 2024, Thorey-Lyautey est catégorisée commune rurale à habitat dispersé, selon la nouvelle grille communale de densité à sept niveaux définie par l'Insee en 2022.
Elle est située hors unité urbaine. Par ailleurs la commune fait partie de l'aire d'attraction de Nancy, dont elle est une commune de la couronne,. Cette aire, qui regroupe 353 communes, est catégorisée dans les aires de 200 000 à moins de 700 000 habitants,.

### Occupation des sols
L'occupation des sols de la commune, telle qu'elle ressort de la base de données européenne d’occupation biophysique des sols Corine Land Cover (CLC), est marquée par l'importance des territoires agricoles (95,6 % en 2018), une proportion identique à celle de 1990 (95,6 %). La répartition détaillée en 2018 est la suivante : 
prairies (55,8 %), terres arables (31,9 %), zones agricoles hétérogènes (7,9 %), forêts (4,4 %). L'évolution de l’occupation des sols de la commune et de ses infrastructures peut être observée sur les différentes représentations cartographiques du territoire : la carte de Cassini (XVIIIe siècle), la carte d'état-major (1820-1866) et les cartes ou photos aériennes de l'IGN pour la période actuelle (1950 à aujourd'hui).

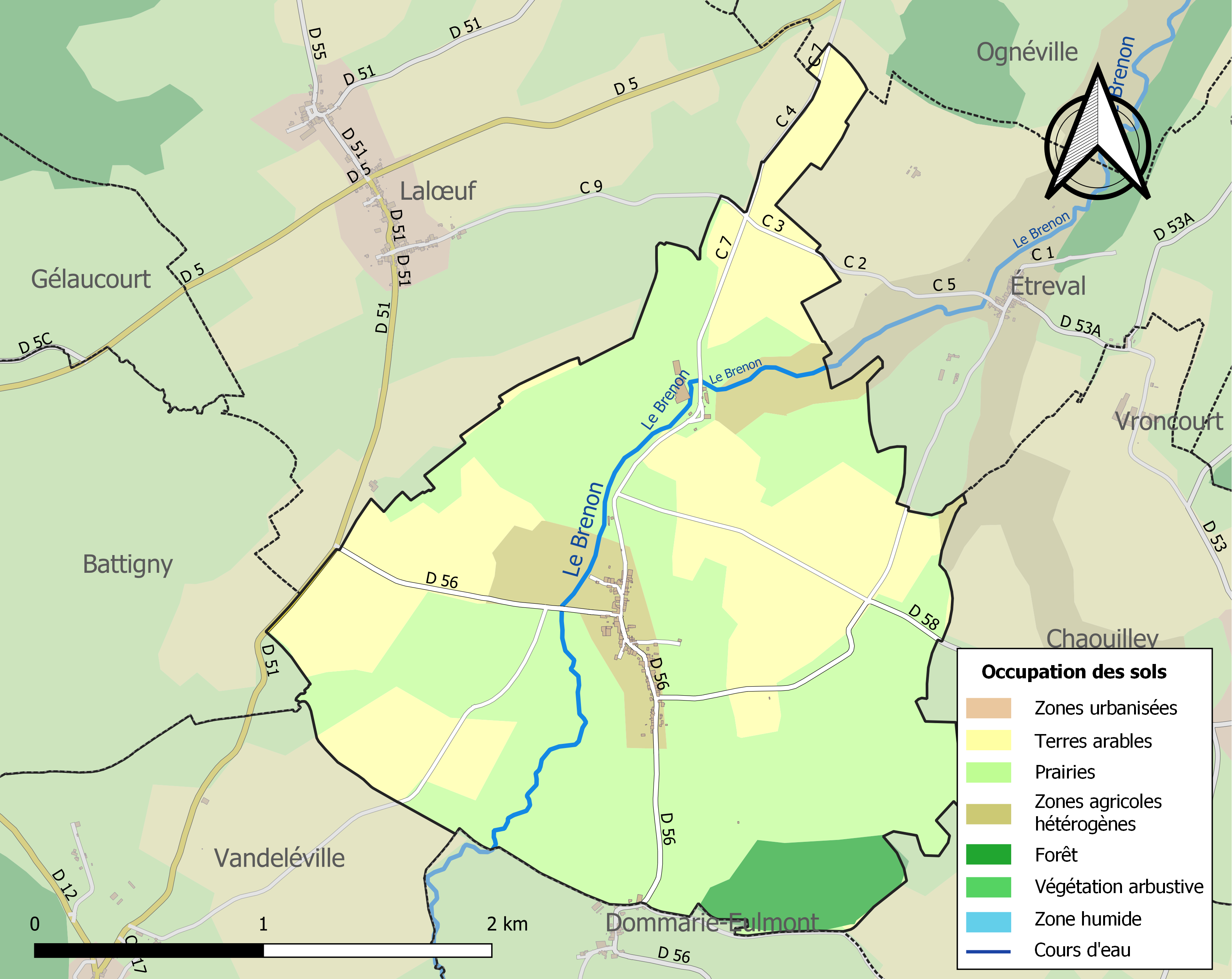
Carte des infrastructures et de l'occupation des sols de la commune en 2018 (CLC).

## Toponymie
Thorey est attesté sous les formes Ecclesia de Torreio villa (965) ; Ecclesia de Torreovilla (1137) ; Tourey (1127-1168) ; Torey (1291) ; Thoreyum (1402) ; Thorei (1408) ; Thourey (1487) ; Torrey (1594) ; Thorey (1793) ; Thorey (1801).

Thorey : Du nom d'homme latin Taurius, issu du mot latin taurus (« taureau »), avec le suffixe possessif –acum[réf. nécessaire].
Thorey renommé, à la demande de ses habitants, Thorey-Lyautey en 1936, en hommage au maréchal Hubert Lyautey qui mourut dans son château de Thorey en 1934.

## Histoire
- Présence gallo-romaine.
- Le maréchal Hubert Lyautey mourut dans son château de Thorey en 1934.

## Politique et administration

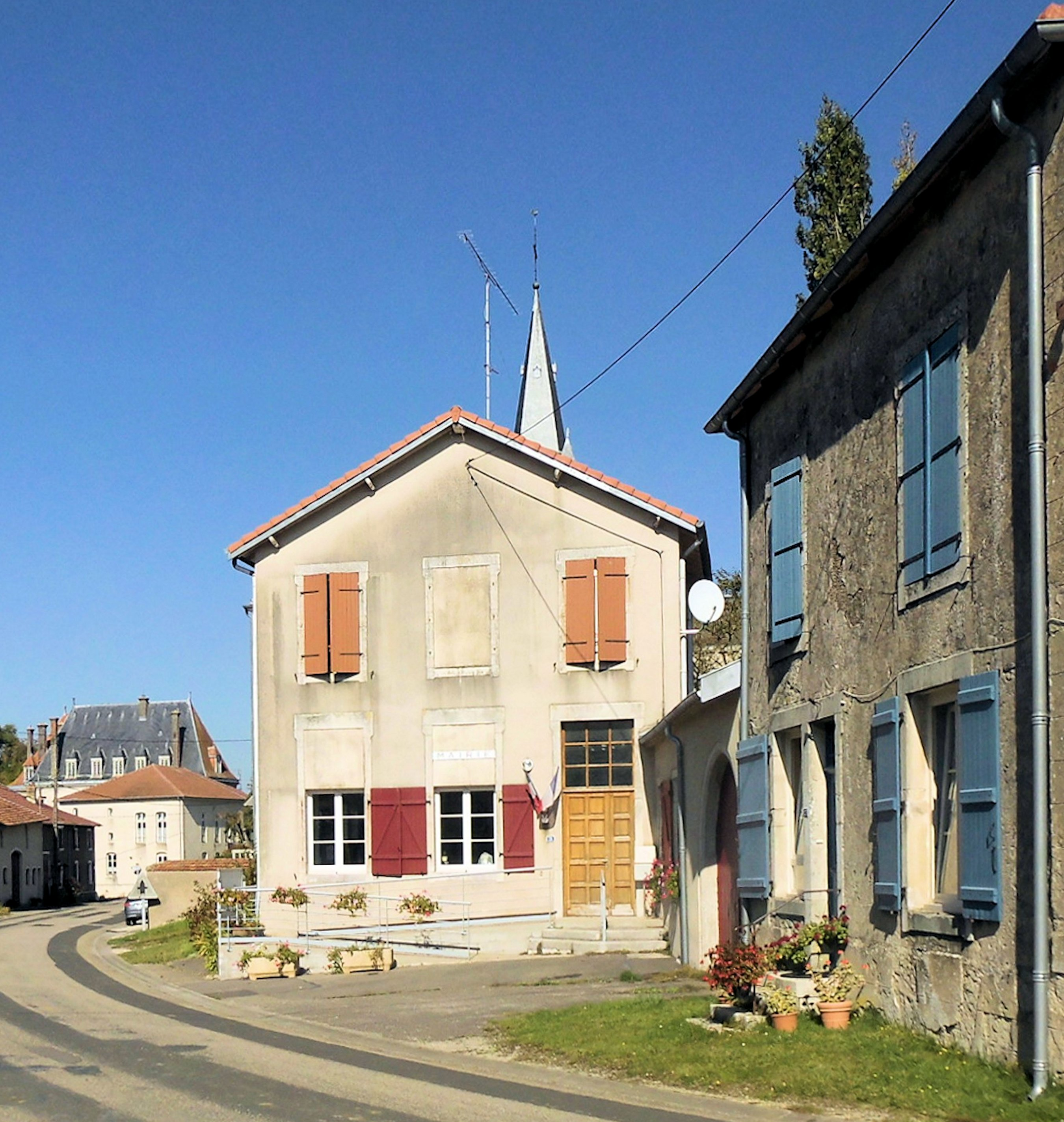
La mairie.

| Période                                  | Période                   | Identité                                       | Étiquette | Qualité |
| ---------------------------------------- | ------------------------- | ---------------------------------------------- | --------- | ------- |
| Les données manquantes sont à compléter. |                           |                                                |           |         |
| mars 2001                                | 2014                      | Gilles Devarenne                               |           |         |
| 2014                                     | En cours (au 28 mai 2020) | Philippe Lepape Réélu pour le mandat 2020-2026 |           |         |

## Population et société

### Démographie
L'évolution du nombre d'habitants est connue à travers les recensements de la population effectués dans la commune depuis 1793. Pour les communes de moins de 10 000 habitants, une enquête de recensement portant sur toute la population est réalisée tous les cinq ans, les populations de référence des années intermédiaires étant quant à elles estimées par interpolation ou extrapolation. Pour la commune, le premier recensement exhaustif entrant dans le cadre du nouveau dispositif a été réalisé en 2006.

En 2022, la commune comptait 122 habitants, en évolution de −12,86 % par rapport à 2016 (Meurthe-et-Moselle : −0,13 %, France hors Mayotte : +2,11 %).
| 1793 | 1800 | 1806 | 1821 | 1831 | 1836 | 1841 | 1846 | 1851 |
| ---- | ---- | ---- | ---- | ---- | ---- | ---- | ---- | ---- |
| 259  | 242  | 276  | 293  | 307  | 300  | 298  | 346  | 360  |

| 1856 | 1861 | 1872 | 1876 | 1881 | 1886 | 1891 | 1896 | 1901 |
| ---- | ---- | ---- | ---- | ---- | ---- | ---- | ---- | ---- |
| 349  | 325  | 310  | 309  | 268  | 267  | 254  | 197  | 209  |

| 1906 | 1911 | 1921 | 1926 | 1931 | 1936 | 1946 | 1954 | 1962 |
| ---- | ---- | ---- | ---- | ---- | ---- | ---- | ---- | ---- |
| 209  | 195  | 167  | 157  | 168  | 160  | 145  | 133  | 116  |

| 1968 | 1975 | 1982 | 1990 | 1999 | 2006 | 2011 | 2016 | 2021 |
| ---- | ---- | ---- | ---- | ---- | ---- | ---- | ---- | ---- |
| 115  | 95   | 81   | 111  | 118  | 129  | 134  | 140  | 129  |

| 2022 | - | - | - | - | - | - | - | - |
| ---- | - | - | - | - | - | - | - | - |
| 122  | - | - | - | - | - | - | - | - |

## Culture locale et patrimoine

### Lieux et monuments

#### Édifices civils
- Château du maréchal Hubert Lyautey, édifice objet d’une inscription au titre des monuments historiques par arrêté du 7 juillet 1980[21],[22].

Le château du maréchal Lyautey est ouvert à la visite. La ferme de la fin du XVIIe siècle ou du début du XVIIIe appartenait à mademoiselle de Villemotte, sœur de la mère du maréchal Lyautey ; elle servait de pavillon de chasse. La maison des parents du maréchal, à Crévic fut pillée et incendiée « avec mille souvenirs » (Wladimir d'Ormesson) pendant la guerre de 1914 en représailles allemandes contre l'instauration du  protectorat au Maroc. Après avoir fait établir des projets pour y élever une nouvelle demeure, Lyautey y renonça et fit construire ce château entre 1920 et 1924, avec les dommages de guerre de Crévic ; l'architecte, Albert Laprade, collaborateur de Lyautey au Maroc, s'est inspiré, notamment pour la bibliothèque de 16 000 volumes, du château de Barante, près de Thiers, qui abrite un des plus importants fonds privés de France. Dans l'aile gauche Lyautey fit construire un escalier monumental (étudié) destiné à recevoir une rampe attribuée à Jean Lamour qu'il avait achetée au château de Vandeléville. Le maréchal mourra en 1934 dans ce château qui conserve ses souvenirs ; des éléments de son mausolée de Rabat ont été, après l'accession du Maroc à l'indépendance, remontés dans le parc.
Le 1er juillet 1980, à la sortie de la commune sur la D 56, le sous-lieutenant Robert Lebeau perdit la vie en service aérien commandé, aux manettes d'un avion Mirage III. Une petite stèle commémore l'accident à cet endroit.

#### Édifice religieux

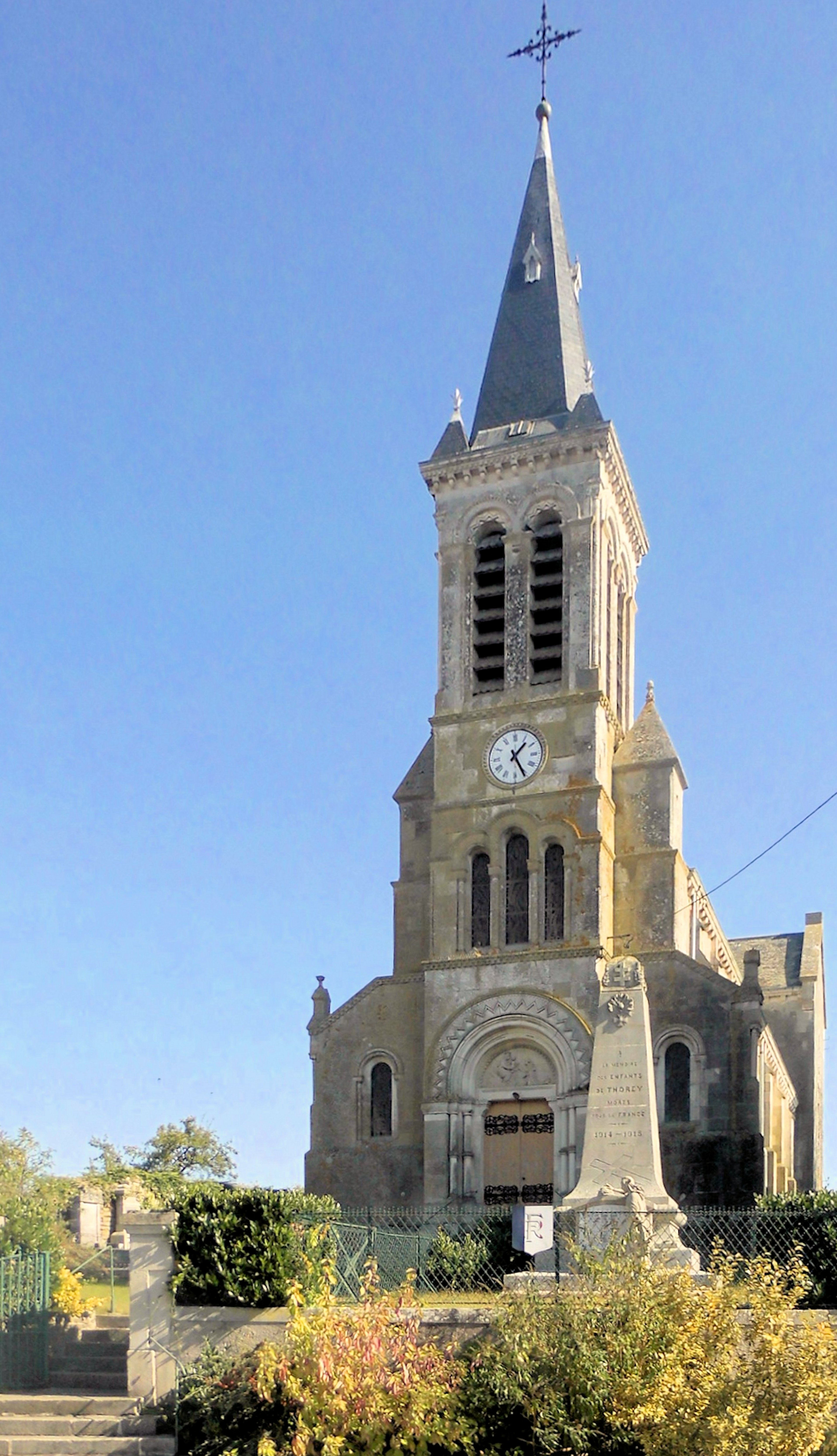
L'église Saint-Laurent.

- Église paroissiale Saint-Laurent attestée depuis 965, elle était située à l'extérieur du village, à l'ouest, au-delà du Brénon ; d'un ancien édifice, il reste quatre chapiteaux, peut-être du XIIIe siècle, remployés dans la chapelle des fonts baptismaux de l'église actuelle ; l'église romane fut remplacée en 1758, par une nouvelle église construite à l'emplacement du monument actuel ; elle reçut la foudre en 1843 puis se dégrada, particulièrement pendant la guerre de 1870 ; démolie en 1885, elle fut reconstruite en 1887, et consacrée le 16 juillet de cette même année ; le clocher, primitivement couvert d'un toit en pavillon, fut remplacée par la flèche actuelle, édifiée au début du XXe siècle.

### Personnalités liées à la commune
- Le maréchal Hubert Lyautey, né en 1854 à Nancy, mort à Thorey-Lyautey en 1934, ainsi que son frère le colonel Raoul Lyautey (1856-1935), qui lui rendait fréquemment en visite, venant de Nancy.
- Pierre Lyautey, né le 20 janvier 1893 à Châteaudun et mort le 1er novembre 1976 à Paris 16e, fils du colonel Raoul Lyautey, est un haut fonctionnaire, écrivain et journaliste français. Il est le neveu du maréchal Lyautey. Il est inhumé au cimetière de la commune avec son épouse et la veuve du maréchal Lyautey, Inès née de Bourgoing
- Inès de Bourgoing, née le 5 janvier 1862 à Paris, et morte le 9 février 1953 à Casablanca, est une infirmière française, d'abord civile puis militaire. Elle épouse Joseph Antoine Fortoul, fils d'Hippolyte Fortoul. Veuve en 1900, elle deviendra en 1909 l'épouse du maréchal Lyautey. Elle est inhumée au cimetière de la commune avec son neveu Pierre Lyautey et son épouse.

### Héraldique
| Blason de Thorey-Lyautey | Blason  | Blasonnement : d'azur à la foi d'argent accompagnée en chef d'un gril d'or et en pointe d'un dragon du même. |
| Blason de Thorey-Lyautey | Détails | La foi rappelle les armes du Maréchal Lyautey qui a donné son nom à la commune. Le dragon aurait, selon la tradition, été tué par un habitant de Thorey. Le gril est l’attribut de saint Laurent patron de la paroisse. Le statut officiel du blason reste à déterminer. |